# 茅山茶场
茅山茶场是江苏省句容市人民政府农业委员会下属的一个国营农场。党务属中共句容市委茅山风景区工作委员会管辖。
1958年1月，建场。1960年代初并入东进林场。1963年5月，再度划出，仍称茅山茶场。下设4个分队，场部设于第二队。2000年，随着句容市农林场圃改制，由全民所有制的事业单位改为国有农业企业。占地总面积120公顷（1800亩）。2012年及之前，在国家统计局网站统计中，所在区域以句容市茅山茶场之名列为句容市的一个类似乡级单位。